# Cryptocoryne zukalii
Cryptocoryne zukalii là một loài thực vật có hoa trong họ Ráy (Araceae). Loài này được Rataj mô tả khoa học đầu tiên năm 1974.